# Tractat de Tartu (Estònia-Rússia)
El Tractat de Tartu (en estonià: Tartu rahu, literalment: "Pau de Tartu"; en rus: Тартуский договор) és un tractat de pau que es va signar a Tartu el 2 de febrer de 1920 entre la República d'Estònia i la Rússia Soviètica, posant fi a la Guerra de la Independència d'Estònia de 1918-1920. En el tractat, la Rússia bolxevic va reconèixer la independència del nou estat democràtic d'Estònia.
Els termes del tractat establien: "En conseqüència del dret de tots els pobles a l'autodeterminació, fins al punt de separar-se completament de l'Estat del qual formen part, un dret proclamat per la República Socialista i Federal Russa dels Soviets, Rússia reconeix sense reserves la independència i la sobirania de l'Estat d'Estònia, i renuncia voluntàriament i per sempre a tots els drets sobirans posseïts per Rússia sobre el poble i el territori estonians, ja es basin aquests drets en la posició jurídica que anteriorment existia en dret públic, o en els tractats internacionals que, en el sentit aquí indicat, perden la seva validesa en el futur". Les ratificacions del tractat es van intercanviar a Moscou el 30 de març de 1920. Va ser registrat a la Sèrie de Tractats de la Societat de Nacions el 12 de juliol de 1922.

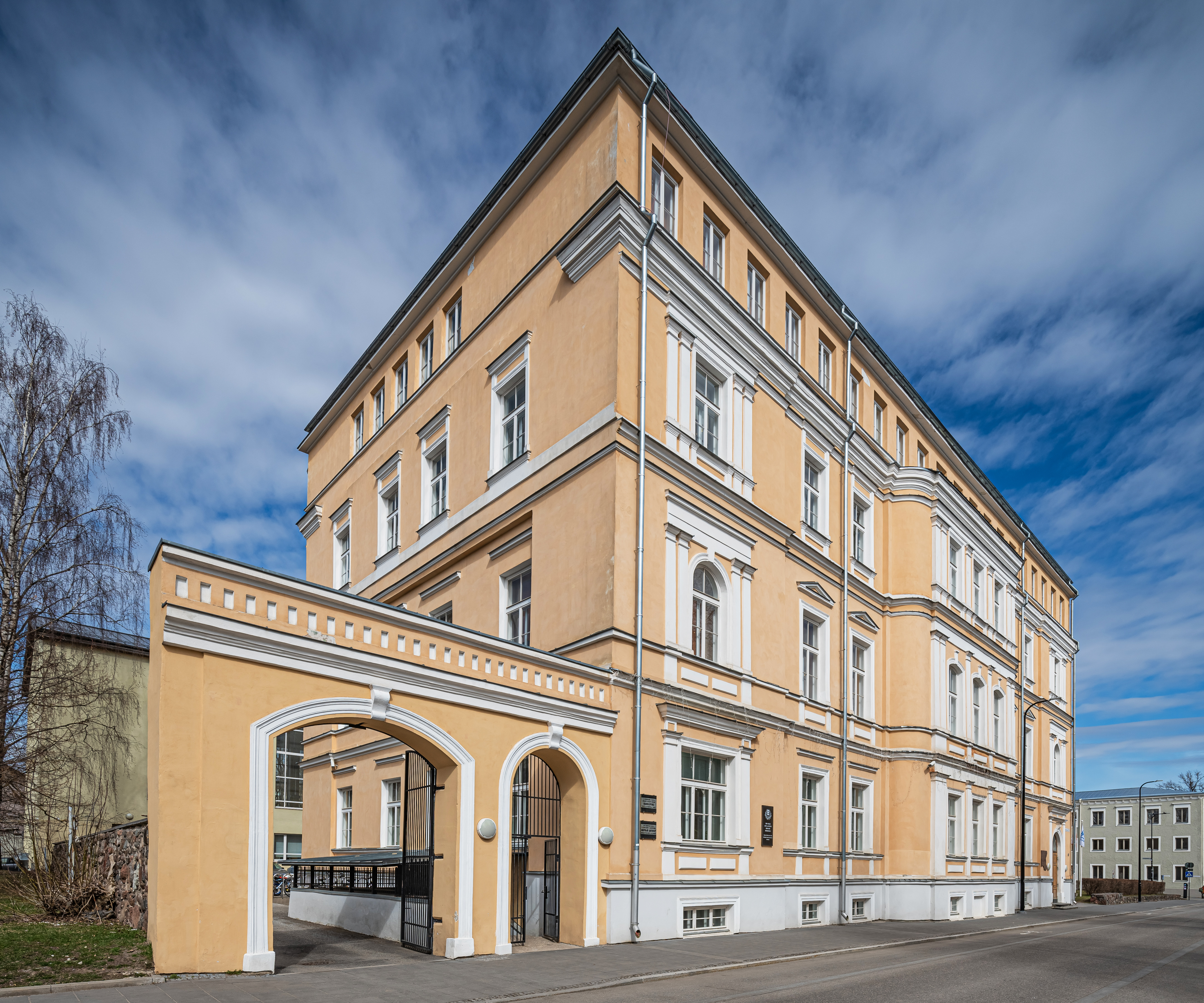
L'edifici a Tartu que va servir de lloc on es va signar el tractat.

## Estònia abans del tractat
Estònia havia estat una província de l'Imperi Rus des de 1721. El 1917, tres anys després de l'inici de la Primera Guerra Mundial, l'Imperi Rus va caure en la revolució i la guerra civil. Com a part d'aquest conflicte més gran, els estonians van declarar la independència dels llavors en guerra imperis rus i Imperi Alemany, i van aconseguir la seva llibertat durant la Guerra de la Independència d'Estònia. El nou govern bolxevic rus va reconèixer la llibertat d'Estònia en el Tractat de Tartu de 1920.

## Disposicions del tractat
El tractat va establir la frontera entre Estònia i Rússia, va afirmar el dret del poble estonià a tornar a Estònia i del poble rus a tornar a Rússia, i va exigir que els béns mobles estonians evacuats a Rússia durant la Primera Guerra Mundial fossin retornats a Estònia. La República Socialista Federativa Soviètica de Rússia també va acordar absoldre tot el deute imperial rus i pagar a Estònia 15 milions de rubles d'or, una part de les reserves d'or de l'antic Imperi Rus. A més, la RSFSR va acordar concedir concessions per explotar un milió d'hectàrees de terres forestals russes i construir una línia de ferrocarril des de la frontera estoniana fins a Moscou.

## Signataris

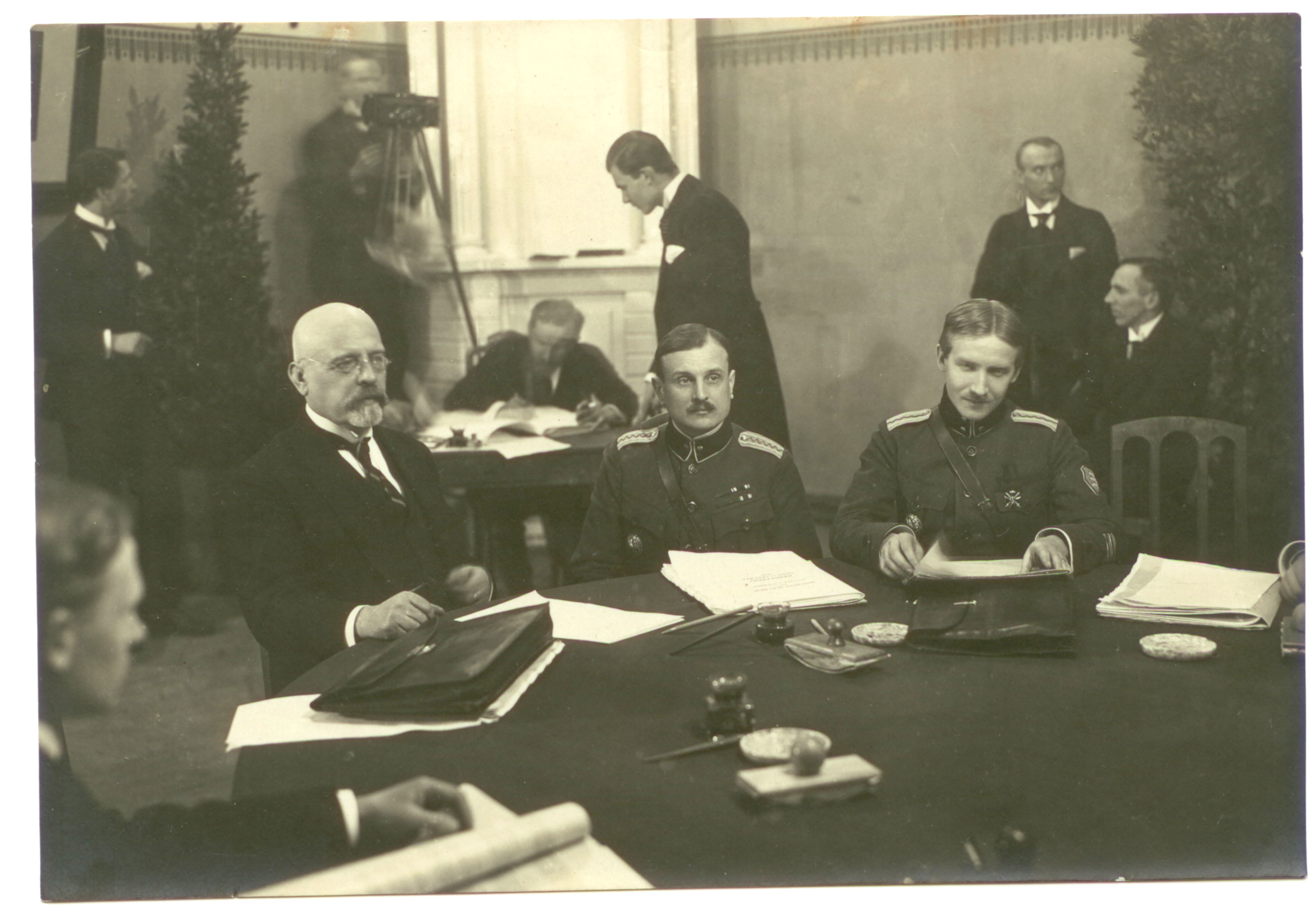
Part de la delegació estoniana al Tractat de Tartu (d'esquerra a dreta): Jaan Poska, Jaan Soots i Victor Mutt.

El tractat va ser signat per Jaan Poska per la banda estoniana i Adolf Joffe per la Rússia Soviètica, així com per altres representants de les dues parts.

## Significació
El Tractat de Pau de Tartu ha estat considerat el "certificat de naixement" de la República d'Estònia perquè va ser el primer reconeixement de jure de l'estat. El tractat també va ser de la màxima importància per a la Rússia Soviètica, diplomàticament aïllada, amb Lenin expressant la seva satisfacció amb el tractat com "una victòria incomparable sobre l'imperialisme occidental". Alguns membres de l'Entente es van oposar al tractat amb la intenció de mantenir la Rússia Soviètica en aïllament internacional.

## Conseqüències
Després de la signatura, la Rússia Soviètica no va complir diversos punts del tractat. Per exemple, les col·leccions museístiques de la Universitat de Tartu no han estat retornades fins avui des de Voronej i la migració d'estonians va ser obstaculitzada.
El 1940-1941 i el 1944-1991 Estònia va ser ocupada per la Unió Soviètica. La frontera entre Estònia i Rússia avui dia deixa algunes terres concedides a Estònia pel Tractat de Tartu sota control rus.